# 辛京杲
辛京杲（?—?），字京杲，唐朝兰州金城人，客籍京兆，世代为将家，从兄辛云京，弟弟辛旻。
信安王李祎为朔方节度使，辛京杲与辛旻献策，李祎对他们有较高的评价。安禄山反，派阿史那从礼率领同罗、突厥五千骑诈降朔方，出塞门，诱使河曲九蕃府、六胡叛，部落接近五十万。郭子仪派韩游瑰率辛京杲将其击破，九蕃府重新归附。李光弼以河东五百骑驰东都，檄召兵马使张用济，张用济逗留其兵。李光弼斩杀张用济，以辛京杲取代他。辛京杲曾经跟随李光弼出井陉，力战嘉山尤力，后来唐肃宗召见，赞扬他：“黥、彭、关、张之流乎！”官至鸿胪卿，召为英武军使。唐代宗即位，封肃国公，迁左金吾卫大将军，进晋昌郡王，大历五年五月，以羽林大将军辛京杲为潭州刺史、湖南观察使。辛京杲贪残，向散骑常侍张涉行贿，王国良镇守邵州武冈县，豪富，辛京杲想要将他处以死罪。王国良散财聚众据县叛乱，聚众千人，侵掠州县。后为工部尚书致仕。张涉获罪，唐德宗即位，辛京杲以忿怒杖杀部曲也事发，有司劾奏辛京杲杀人当死。李忠臣为他求情，于是改授王傅。朱泚攻占京师，辛京杲以老病不能跟随德宗，西向恸哭而卒，追赠太子少保。